# Осборн, Адам
Адам Осборн (англ. Adam Osborne; 6 марта 1939, Бангкок, Таиланд — 18 марта 2003, Кодаиканал, Индия) – американский предприниматель британского происхождения, издатель книг и создатель программного обеспечения, компьютерный дизайнер, основавший несколько компаний в США и других странах. Создатель первого коммерчески успешного портативного компьютера Osborne 1.

## Ранний период жизни
Осборн родился  6 марта 1939 года в Бангкоке, Таиланд. Его отец, Артур Осборн, преподавал восточные религии и философии, а также английский язык в университете Чулалонгкорн. Мать Осборна была польского происхождения. Все члены семьи свободно говорили на тамильском языке. Вторую мировую войну он со своей матерью провёл на юге Индии. До шестого класса он учился в монастырской школе в Кодайканале в штате Тамилнад.  В 1950 году семья Осборнов переехала в Англию.  С 11 лет он учился в католической школе-интернате в Уорикшире, но с 1954 по 1957 год учился в гимназии Лимингтонского колледжа для мальчиков в Ройал Лимингтон-Спа, где играл в шахматы. Он окончил Бирмингенский университет в 1961 году, получив степень в области химического машиностроения, а в 1968 году получил докторскую степень в Делавэрском университете. Живя в Соединенных Штатах, он научился программировать. По окончании доктората Осборн получил должность инженера-химика в компании Royal Dutch Shell в Калифорнии, но вскоре был уволен. 

## Издатель
Осборн оказался пионером в области компьютерных книг, основав в 1972 году компанию, которая специализировалась на выпуске компьютерных руководств, написанных нормальным языком и потому удобных для чтения. К 1977 году в каталоге Osborne & Associates было 40 наименований. В 1979 году компания была куплена издательством «Макгроу-Хилл», но в выходных данных книг указывалось «МакГроу-Хилл / Осборн»  . Осборн также написал несколько оригинальных книг. Одна из них, «Введение в микрокомпьютеры», была продана тиражом 300 000 экземпляров. 

## Компьютеры

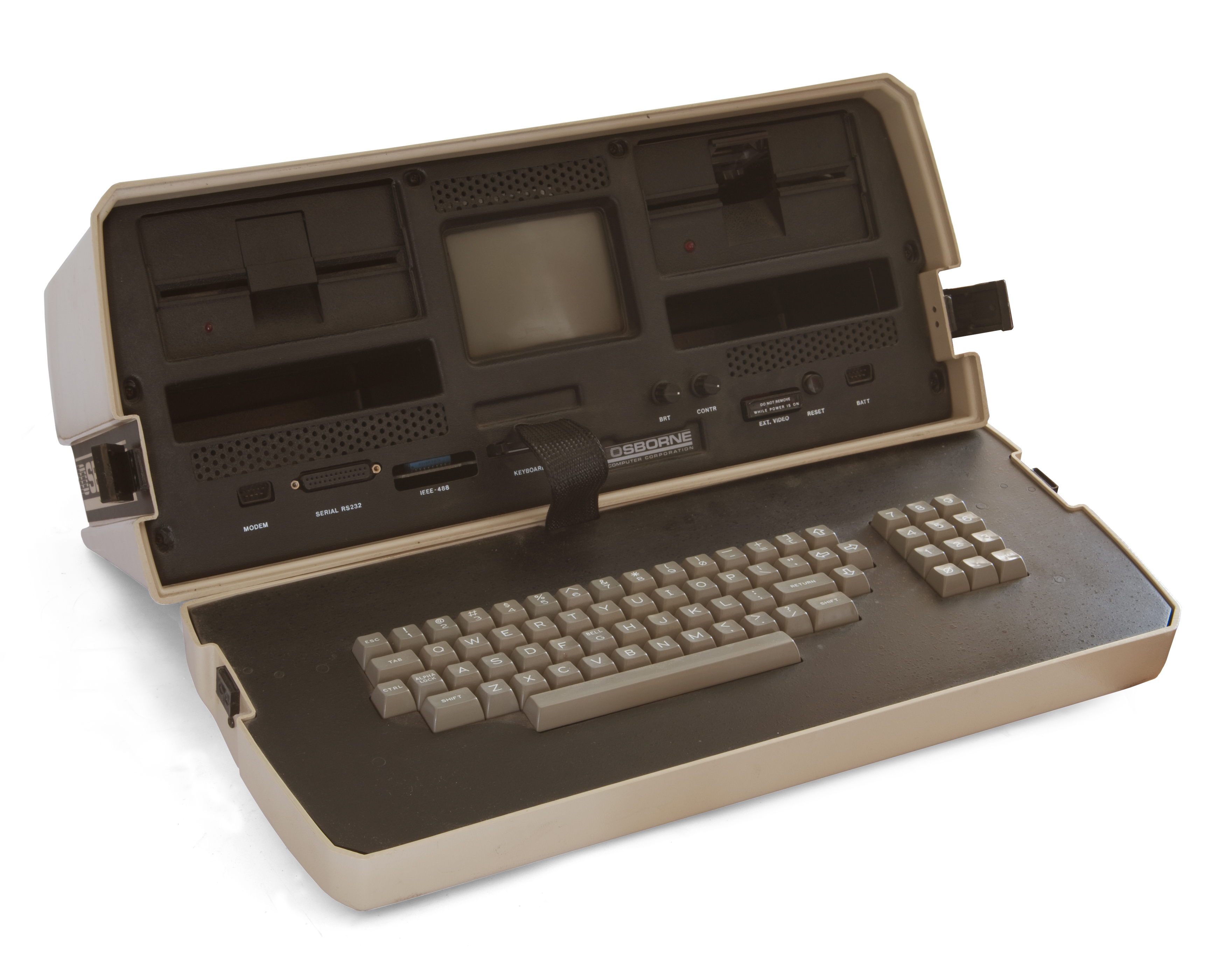
Осборн 1

Осборн был известен тем, что примерно с 1975 года он часто посещал собрания «Homebrew Computer Club». Он создал первый коммерчески доступный портативный компьютер Osborne 1, выпущенный в апреле 1981 года. Этот компьютер весил 24,5 фунта (12 кг), стоил 1795 долларов США - чуть более половины стоимости компьютера других производителей с сопоставимыми характеристиками - и работал под управлением популярной операционной системы CP / M 2.2.  Дизайн компьютера предполагал такие размеры, чтобы он мог разместиться под сиденьем в самолете.  На пике своего развития Osborne Computer Corporation поставляла 10 000 единиц «Osborne 1» в месяц.  Осборн был одним из пионеров персональных компьютеров, который понял, что существует широкий рынок покупателей-не профессионалов, которым вместе с компьютером нужно предоставить специализированные программы. Портативный компьютер Osborne 1 включал программное обеспечение для обработки текстов и электронных таблиц.  Это было в то время, когда IBM не связала аппаратное и программное обеспечение со своими ПК, продавая отдельно операционные системы, мониторы и даже кабели для монитора.
Опыт Адама Осборна в компьютерной индустрии повысил доверие к его новой компании.  В рекламе Osborne Computer Corporation влияние Адама Осборна на рынок персональных компьютеров сравнивалось с влиянием Генри Форда на производство автомобилей.  

## Эффект Осборна
В 1983 году Осборн заявил, что его компания разрабатывает два новых передовых компьютера. Это заявление резко снизило потребительский спрос на Osborne 1, поскольку потребители решили не покупать старые компьютеры, а дождаться появления новых. В результате склады компании Osborne Computer переполнились, что привело к её банкротству 13 сентября 1983 года. Это явление, предшествующее анонсу нового продукта, вызывающее катастрофический коллапс спроса на старые, стало известно как эффект Осборна.
Однако по некоторым источникам, настоящими причинами банкротства Osborne Computer были ошибки менеджмента и недостаточный денежный поток.
Чтобы избежать эффекта Осборна многие технологические компании скрывают информацию о характеристиках новых продуктов и датах выхода.
После краха Osborne Computer Адам Осборн совместно с с Джоном Ч. Двораком написал и опубликовал в 1984 году бестселлер о своем неудачном опыте Hypergrowth: The Rise and Fall of the Osborne Computer Corporation.

## Программное обеспечение
В 1984 году Осборн основал компанию Paperback Software International Ltd., которая специализировалась на недорогом компьютерном программном обеспечении. В ее рекламе был изображен Осборн, который утверждал, что если бы телефонные компании применили ту же логику к своим ценам, что и компании-разработчики программного обеспечения, телефон стоил бы 600 долларов. Одним из ее продуктов был VP-Planner, недорогой клон Lotus 1-2-3. В связи с этим в 1987 году компания Lotus подала в суд на Paperback Software. В результате судебного процесса доверие потребителей к Paperback Software упало, и ее доходы к 1989 году снизились на 80%, что не позволило фирме получить венчурный капитал для расширения. В феврале 1990 года дело было передано в суд, и 28 июня суд постановил, что продукт Softback Software, копируя интерфейс внешнего вида Lotus 1-2-3, нарушает авторские права Lotus.  Осборн покинул Paperback Software в том же году.  Между тем программа VP-Info продолжала хорошо продаваться еще много лет и приобрела вторую жизнь как Sharkbase . 
Последним предприятием Адама Осборна было основание в 1992 году компании Noetics Software для работы над искусственным интеллектом. 

## Личная жизнь
Осборн был членом организации Менса.   
Он дважды женился и дважды разводился. В середине 1960-х годов его супругой стала американка Синтия Геддес,  а затем  Барбара Бардик (Зелник). У Осборна было трое детей. Обе жены и все его дети пережили Осборна. 
В 1992 году Осборн вернулся в Индию. Но его здоровье ухудшилось, развилось заболевание мозга, которое вызывало частые незначительные инсульты. Он умер во сне 18 марта 2003 года в Кодайканале, Индия, в возрасте 64 лет.

## Внешние ссылки
Эффект Осборна и несколько других фатальных ошибок управления Архивная копия от 9 июля 2021 на Wayback Machine